# Kuwait-Klasse
Die Kuwait-Klasse, K-Klasse oder Govan-Klasse war eine Schiffsklasse von Stückgutschiffen für die Linienschifffahrt.

## Geschichte
Die Entwicklung des Schiffstyps erfolgte Anfang der 1970er Jahre bei der Glasgower Werftengruppe Govan Shipbuilders, die erst 1972 aus den Upper Clyde Shipbuilders hervorgegangen waren. Die Entwicklung und der Bau wurde von der Kuwait Shipping Company  in Auftrag gegeben, aus der 1976 die Reederei United Arab Shipping Company hervorging. Der Grundentwurf der Kuwait-Klasse war ein Linienfrachter, der Im Hinblick auf eine vielseitige Verwendung in die Fahrtgebiete des Nahen Ostens konzipiert wurde. Die Schiffe besaßen achtere Brückenaufbauten und fünf Laderäume, deren Luken in der Mitte durch ein Längsherft geteilt waren. Die Luken wurden durch MacGregor-Lukendeckel verschlossen.
Die Baureihe des Schiffstyps bestand aus über 40 Einheiten, die in mehreren Baulosen von drei Werften gebaut wurden – etwa 20 Schiffe kamen aus Schottland, über 20 weitere Lizenzbauten aus Korea. Das erste Baulos mit sechs Einheiten wurde von 1974 bis 1975 bei der Werft Govan Shipbuilders gebaut. Das Ladegeschirr dieser sechs Schiffe bestand aus mehreren drehbaren Schiffskränen, von denen zwei in Gemini-Ausführung, also als drehbare Doppelkräne, ausgeführt waren, sowie einem verhältnismäßig weit vorne angeordneten durchschwenkbaren 105-Tonnen-Stülckenbaum für Schwergüter und Projektladungen. In den Jahren 1976 und 1977 folgte ein zweites Baulos mit sechs Schiffen, von denen drei direkt bei Govan Shipbuilders und weitere drei bei deren Tochtergesellschaft Scotstoun Marine gebaut wurden. Diese sechs Schiffe wurden statt des Stülckengeschirrs mit einem zusätzlichen verfahrbaren Drehkran ausgerüstet. 1976 begann die Lizenzfertigung des Schiffstyps beim koreanischen Schiffbaukonzern Hyundai Shipbuilding & Heavy Industries (ab 1978 Hyundai Heavy Industries). Die 1976 bis 1978 in Korea gefertigten Lizenzbauten (über 20 Einheiten) verfügten wiederum alle über das Stülcken-Schwergutgeschirr.  1977 folgten drei weitere Schiffe mit Stülckenbaum von Scotstoun Marine und auch Govan Shipbuilders lieferte 1977 und 1978 nochmals weitere vier Schiffe ab, die ebenfalls mit Stülckenbäumen versehen waren.
Der Schiffsantrieb bestand aus einem Sechszylinder-Zweitakt-Dieselmotor des Typs Burmeister & Wain 6K74EF, der von den beiden Maschinenbauunternehmen John G. Kincaid & Company und Harland & Wolff in Lizenz gebaut wurde. Auch die Hauptmotoren aller in Korea gebauten Schiffe wurden ausnahmslos von Kincaid und Harland & Wolff zugeliefert wurden, da in Korea seinerzeit noch keine entsprechende Maschinenfertigung stattfand.
Bemerkenswert ist die Tatsache, dass nahezu alle Schiffe ihre komplette Einsatzzeit bei ihrem ursprünglichen Auftraggeber verblieben. Zwar wurden ein Großteil der Einheiten zwischenzeitlich an andere Reedereien verchartert und dabei auch vorübergehend umbenannt, die Mehrzahl wurde aber in den Jahren von 2000 bis 2003 von der UASC und unter dem ursprünglichen Namen zum Abbruch veräußert. 2012 war noch ein letztes Schiff in Fahrt, die 1977 als Ibn Bajjah bei Govan Shipbuilders gebaute Dong Ming 6 wurde, inzwischen weitestgehend ohne Ladegeschirr, im chinesischen Küstenverkehr eingesetzt.

## Die Schiffe (Auswahl)
| Schiffe der Kuwait-Klasse    | Schiffe der Kuwait-Klasse | Schiffe der Kuwait-Klasse | Schiffe der Kuwait-Klasse | Schiffe der Kuwait-Klasse    | Schiffe der Kuwait-Klasse |
| Bauname                      | Bauwerft/ Baunummer       | IMO-Nummer                | Ablieferung               | Auftraggeber                 | Spätere Namen und Verbleib |
| ---------------------------- | ------------------------- | ------------------------- | ------------------------- | ---------------------------- | --- |
| Al Mubarakiah                | Govan Shipbuilders/207    | 7340930                   | 1974                      | Kuwait Shipping Company      | 1986 Rickmers Tianjin, 1988 Trident Amber, 1990 Al Mubarakiah, am 20. Juli 2000 Ankunft zum Abbruch in Alang                                            |
| Al Salimiah                  | Govan Shipbuilders/208    | 7340942                   | 1974                      | Kuwait Shipping Company      | 1987 Trident Arrow, 1991 Al Salimiah, ab 31. Januar 2001 in Chittagong verschrottet                                                                     |
| Ibn Battotah                 | Govan Shipbuilders/209    | 7342392                   | 1974                      | Kuwait Shipping Company      | 1987 Trident Arc, 1991 Ibn Battotah, ab 16. Januar 2001 in Chittagong verschrottet                                                                      |
| Ibn Rushd                    | Govan Shipbuilders/210    | 7342407                   | 1975                      | Kuwait Shipping Company      | 1987 Trident Bond, 1991 Ibn Rushd, 2000 in Alang verschrottet                                                                                           |
| Ibn Hayyan                   | Govan Shipbuilders/211    | 7342419                   | 1975                      | Kuwait Shipping Company      | 1987 Trident Beauty, 1991 Ibn Hayyan, ab 17. August 2000 in Alang verschrottet                                                                          |
| Ibn Tufail                   | Govan Shipbuilders/212    | 7342421                   | 1975                      | Kuwait Shipping Company      | 1987 Trident Beauty, 1991 Ibn Tufail, ab 17. Juni 1999 in Alang verschrottet                                                                            |
| Ibn Abdoun                   | Scotstoun Marine/219      | 7362251                   | 1976                      | Kuwait Shipping Company      | 2002 Noor, ab 2. April 2003 in Alang abgebrochen |
| Ibn Al Haitham               | Scotstoun Marine/220      | 7362263                   | 1976                      | Kuwait Shipping Company      | ab September 2003 in Alang abgebrochen |
| Ibn Hazm                     | Scotstoun Marine/221      | 7362275                   | 1977                      | Kuwait Shipping Company      | 1987 Trident Dusk, 1991 Sea Dragon, 1991 Ibn Hazm, am 13. April 2003 zum Abbruch in Alang eingetroffen                                                  |
| Ibn Sina                     | Govan Shipbuilders/227    | 7412991                   | 1977                      | Kuwait Shipping Company      | 1983 Conman II, 1989 Ibn Sina, ab 29. April 2001 in Chittagong abgebrochen                                                                              |
| Ibn Jubayr                   | Govan Shipbuilders/228    | 7412989                   | 1977                      | Kuwait Shipping Company      | 1983 Conman I, 1989 Cosman I, ab 16. April 2001 in Chittagong abgebrochen                                                                               |
| Ibn Bajjah                   | Govan Shipbuilders/229    | 7412965                   | 1977                      | Kuwait Shipping Company      | 1986 Trade Glory, 1989 Yi Rong, 2004 Dong Ming Liu Hao, 2004 Dong Ming 6, am 13. Juni 2012 im Register gelöscht                                         |
| Ibn Zuhr                     | Scotstoun Marine/226      | 7412977                   | Juli 1977                 | Kuwait Shipping Company      | 1986 Trade Bright, 1989 Yi Ming, 2007 Wan Tong, ab 20. Juni 2011 bei Jiangyin Xiagang Changjiang in Jiangyin verschrottet.                              |
| Ibn Al-Atheer                | Hyundai SB & HI/2315      | 7428835                   | 1976                      | Kuwait Shipping Company      | Abbruch ab 15. Februar 2003 in Alang |
| Ibn Al-Nafees                | Hyundai SB & HI/2316      | 7428940                   | 1976                      | Kuwait Shipping Company      | Abbruch ab 4. Juli 2001 in Alang |
| Ibn Duraid                   | Hyundai SB & HI/2317      | 7428952                   | Oktober 1976              | Kuwait Shipping Company      | 1986 Arktos, 1988 Nopal Lily, 1992 Chantal, 1994 Harwich Star, Abbruch ab 17. Dezember 2000 in Chittagong                                               |
| Ibn Qutaibah                 | Hyundai SB & HI/2318      | 7428964                   | 1976                      | Kuwait Shipping Company      | Abbruch ab 20. Juni 2001 |
| Ibn Asakir                   | Hyundai SB & HI/2319      | 7428976                   | 1976                      | Kuwait Shipping Company      | Abbruch ab 3. August 2001 in Alang |
| Ibn Khaldoon                 | Hyundai SB & HI/2320      | 7428988                   | 1976                      | Kuwait Shipping Company      | 1983 Zebra, 1989 Trade Fir, 1994 Kristin Star, Abbruch ab 20. Dezember 2003 in Chittagong                                                               |
| Ibn Al-Roomi                 | Hyundai SB & HI/2321      | 7428990                   | Dezember 1976             | Kuwait Shipping Company      | Abbruch ab 20. November 2001 in Alang |
| Ibn Bassam                   | Hyundai SB & HI/2322      | 7429009                   | 1977                      | Kuwait Shipping Company      | Abbruch ab 9. Februar 2009 |
| Ibn Al Beitar                | Hyundai SB & HI/2323      | 7429011                   | Januar 1977               | Kuwait Shipping Company      | am 23. Dezember 1986 im Persischen Golf durch luftgestützte Lenkwaffe versenkt                                                                          |
| Ibn Shuhaid                  | Hyundai SB & HI/2324      | 7429023                   | März 1977                 | Kuwait Shipping Company      | Abbruch ab 19. November 2001 |
| Ibn Malik                    | Hyundai SB & HI/2330      | 7500504                   | 1. April 1977             | Kuwait Shipping Company      | ab 10. Januar 2003 abgebrochen |
| Ibn Khallikan                | Hyundai SB & HI/2330      | 7500516                   | 1977                      | Kuwait Shipping Company      | 1987 Trident Dawn, 1991 Ibn Khallikan, 2001 in Alang abgebrochen                                                                                        |
| Ibn Al Moataz                | Hyundai SB & HI/2331      | 7500528                   | 1977                      | Kuwait Shipping Company      | am 15. Januar 2009 zum Abbruch in Alang eingetroffen |
| Ibn Al-Abbar                 | Hyundai SB & HI/2332      | 7500530                   | 1977                      | Kuwait Shipping Company      | 1987 Trident Dolphin, 1991 Ibn Al-Abbar, ab Juni 2002 abgebrochen                                                                                       |
| Ibn Younus                   | Hyundai SB & HI/2333      | 7500542                   | 1977                      | Kuwait Shipping Company      | 1986 Rickmers Shanghai, 1988 Trident Delta, 1990 Ibn Younus, ab 17. Dezember 2008 in Abbruch in Gadani                                                  |
| Jilfar                       | HHI/2367                  | 7610323                   | 15. Dezember 1977         | United Arab Shipping Company | 2002 in Alang verschrottet |
| Ahmad Al-Fateh               | HHI/2368                  | 7610335                   | 20. Januar 1978           | United Arab Shipping Company | 1987 Trident Endeavour, 1991 Sea Empire, 1992 Ahmad Al-Fateh, Abbruch ab 6. Juni 2002                                                                   |
| Theekar                      | HHI/2369                  | 7610347                   | 13. Februar 1978          | United Arab Shipping Company | 1987 Christoffer Oldendorff, 1988 Hickory, 1989 Trade Ever, 1994 Korat Navee, Abbruch in Alang ab 8. März 2006                                          |
| Fathulkhair                  | HHI/2370                  | 7610359                   | 9. März 1978              | United Arab Shipping Company | ab 6. Juli 2002 in Alang abgebrochen |
| Tabuk                        | HHI/2371                  | 7610361                   | 23. März 1978             | United Arab Shipping Company | ab 6. Mai 2003 abgebrochen |
| Al Fujairah                  | HHI/2372                  | 7610373                   | 14. April 1978            | United Arab Shipping Company | 1987 Trident Eagle, 1991 Al Fujairah, ab 6. September 2002 in Alang abgebrochen                                                                         |
| Al Yamamah                   | Govan Shipbuilders/230    | 7612539                   | 1977                      | Kuwait Shipping Company      | 2003 in Alang abgebrochen |
| Hijaz                        | Govan Shipbuilders/232    | 7612541                   | 1978                      | Kuwait Shipping Company      | 1986 Rickmers Quingdao, 1988 Trident Emerald, 1991 Hijaz, ab April 2003 in Alang abgebrochen                                                            |
| Al Rayyan                    | Govan Shipbuilders/233    | 7612553                   | 1978                      | Kuwait Shipping Company      | 1987 Rickmers Dalian, 1988 Trident Epic, 1991 Al Rayyan, ab 23. Juli 2002 abgebrochen                                                                   |
| Salah Aldeen                 | Govan Shipbuilders/235    | 7612565                   | 1978                      | Kuwait Shipping Company      | 1987 Trident Energy, 1991 Sea Emperor, 1992 Salah Aldeen, 2003 in Alang abgebrochen                                                                     |
| Arafat                       | Scotstoun Marine/231      | 7612577                   | Februar 1977              | Kuwait Shipping Company      | Abbruch ab 24. Januar 2003 |
| Al Muharraq                  | Scotstoun Marine/234      | 7612589                   | Juni 1978                 | Kuwait Shipping Company      | 1987 Magdalena Oldendorff, 1993 Haris, 1995 Togo Beauty, 2000 Arak, 2000 in Alang verschrottet                                                          |
| Kubbar                       | HHI/2373                  | 7617929                   | 30. April 1978            | United Arab Shipping Company | ab 22. Februar 2001 in Alang verschrottet |
| Qarouh                       | HHI/2374                  | 7617931                   | 26. Mai 1978              | United Arab Shipping Company | Am 15. Dezember 1987 nördlich der Bahamas mit dem Stückgutschiff Explorer kollidiert und am 17. Dezember auf Position 27°39,48'N; 069°34,36'W gesunken. |
| Danah                        | HHI/2375                  | 7617943                   | 16. Juli 1978             | United Arab Shipping Company | Abbruch ab 9. Mai 2001 |
| Daten: Equasis, grosstonnage |                           |                           |                           |                              | |